# Гвадо Пичоне (Фрозиноне)
Гвадо Пичоне је насеље у Италији у округу Фрозиноне, региону Лацио.
Према процени из 2011. у насељу је живело 25 становника. Насеље се налази на надморској висини од 93 м.